# Melanophthalma pilosaformis
Melanophthalma pilosaformis es una especie de coleóptero de la familia Latridiidae.

## Distribución geográfica
Habita en Brasil.